# 舊什卡
50°12′55″N 28°16′41″E / 50.21528°N 28.27806°E
舊什卡（烏克蘭語：Старошийка），是烏克蘭北部的村莊，隸屬日托米爾州的日托米爾區。該村面積1.92平方公里，海拔高度216米，2001年人口306，人口密度每平方公里159.71人。